# Charles de Beaumont
Charles Louis Leopold Alfred de Beaumont (ur. 5 maja 1902 w Liverpoolu, zm. 7 lipca 1972 w Knightsbridge) – brytyjski antykwariusz, szermierz i działacz sportowy, brązowy medalista mistrzostw świata.
Podczas mistrzostw świata w Budapeszcie w 1933 roku (oficjalnie zawody tego cyklu rozgrywane są pod tą nazwą dopiero od 1937) Brytyjczycy w składzie: Charles de Beaumont, Craven Hohler, John Emrys Lloyd, Arthur Pilbrow i Oliver Trinder zdobyli brązowy medal w szabli drużynowej. 
Na igrzyskach olimpijskich w Berlinie w 1936 roku w szpadzie indywidualnej odpadł w pierwszej rundzie, a w turnieju drużynowym odpadł w ćwierćfinałach. Następnie wystąpił na igrzyskach olimpijskich w Londynie w 1948 roku, gdzie indywidualnie i drużynowo dotarł do ćwierćfinałów. Na rozgrywanych cztery lata później igrzyskach olimpijskich w Helsinkach Brytyjczycy odpadli w ćwierćfinałach turnieju drużynowego. Został też zgłoszony do startu w drużynie na igrzyskach olimpijskich w Melbourne w 1956 roku, jednak ostatecznie nie wystąpił. 
Czterokrotnie zdobywał mistrzostwo kraju w szpadzie indywidualnej: w latach 1936-38 i 1953. 
Kształcił się w Trinity College University of Cambridge.  Z zawodu był antykwariuszem. Był też działaczem sportowym, między innymi sekretarzem Brytyjskiego Związku Szermierki, a od 1966 do śmierci jego prezydentem. Ponadto był członkiem Brytyjskiego Komitetu Olimpijskiego i Międzynarodowej Federacji Szermierczej. W 1959 roku został Oficerem Orderu Imperium Brytyjskiego. 